# ال مری
ال مری (به اسپانیایی: El Morell) یک شهرستان در اسپانیا است که در استان تاراگونا واقع شده‌است.

## خصوصیات
ال مری ۵٫۹۲ کیلومترمربع مساحت و ۳٬۳۹۵ نفر جمعیت دارد و ۹۹ متر بالاتر از سطح دریا واقع شده‌است.